# فريز (لاعب رياضة إلكترونية)
فريز (بالتشيكية: Aleš Kněžínek)‏ هو لاعب رياضة إلكترونية ‏ تشيكي، ولد في 6 يوليو 1994 في برنو في التشيك.